# Nœuds et Dénouement
Nœuds et Dénouement (titre original : The Shipping News) est un roman de l'écrivaine américaine Annie Proulx paru en 1993, traduit en français par Anne Damour et publié aux éditions Rivages en 1997. Le livre est récompensé par le prix Pulitzer de la fiction et le National Book Award.

## Adaptation
- 2001 : Terre Neuve réalisé par Lasse Hallström, avec Kevin Spacey, Julianne Moore et Cate Blanchett.